# Lunar Society
Lunar Society of Birmingham var en middagsklub og et uformel forening af fremtrædende personer under oplysningstiden i Midlands i England.
Lunar Society blev oprettet i Birmingham af Matthew Boulton. Måneselskabet medlemmer var kun mænd, bl.a. Erasmus Darwin, James Watt og Joseph Priestley. Måneselskabet medlemmer mødtes omkring hver fuldmåne og medlemmerne af gruppen har fået æren for at udvikle koncepter og teknikker indenfor videnskab, landbrug, fremstilling, minedrift og transport, som udgjorde grundlaget for den industrielle revolution.[kilde mangler]